# 利普齊
50°12′28″N 36°25′2″E / 50.20778°N 36.41722°E

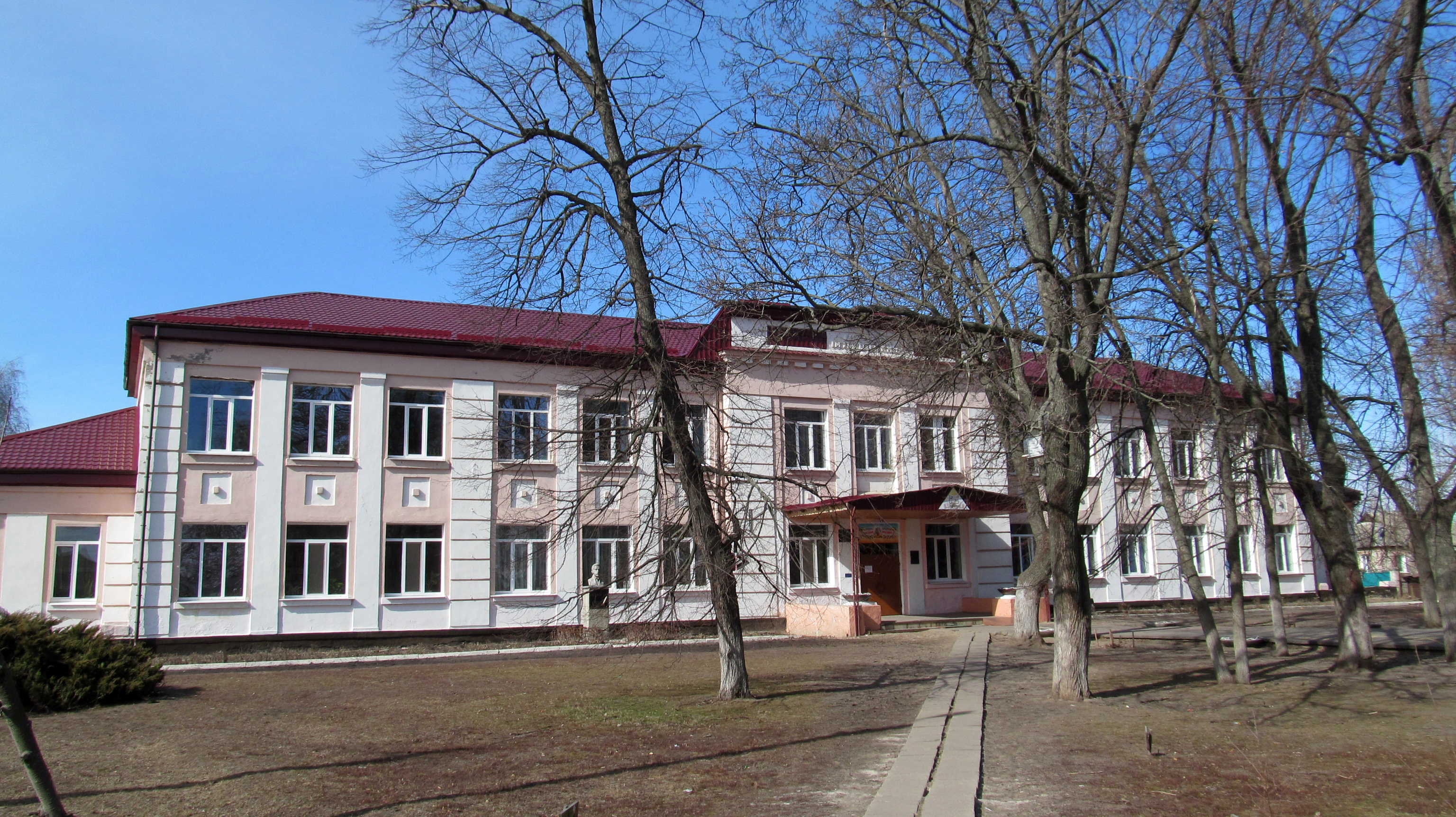
学校

利普齊（烏克蘭語：Липці）是位於烏克蘭東部哈爾科夫州哈爾科夫區利普齊市鎮的村莊及其行政中心。該村始建於1655年，面積5.23平方公里，2001年人口4,182，人口密度每平方公里799.62人。
在2022年俄羅斯入侵烏克蘭期間，利普齊於2022年2月24日被俄羅斯佔領，並於9月11日被烏克蘭收復。